# Höst
För andra betydelser, se Höst (olika betydelser).

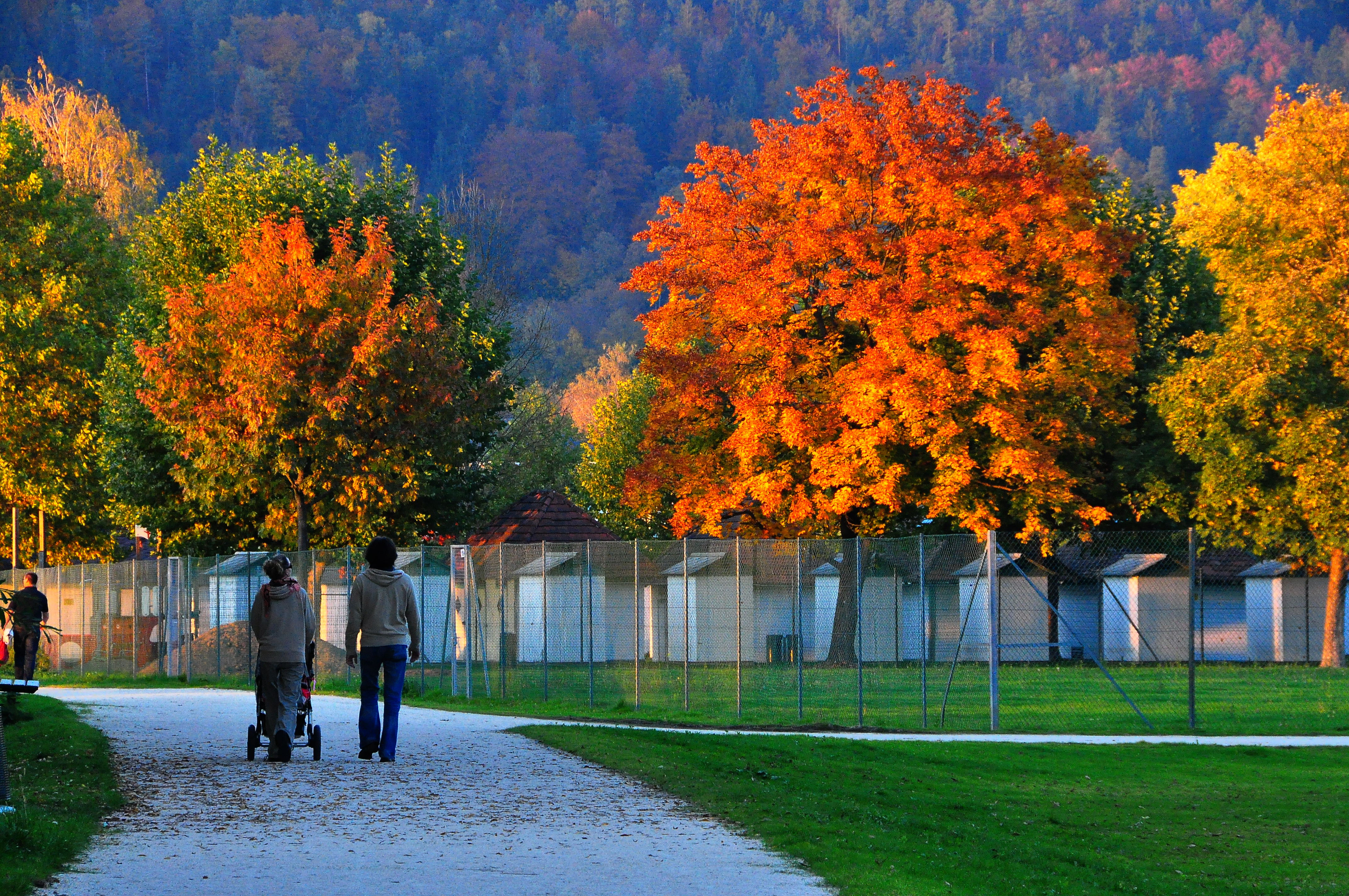
Träd i höstfärger i Kärnten i Österrike 2008.

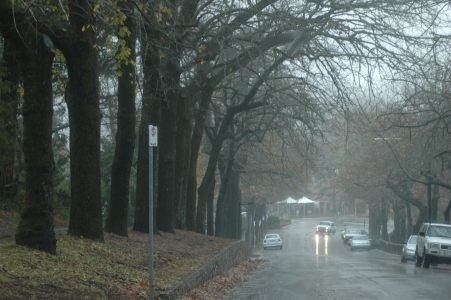
Höstregn i South Australia i Australien.

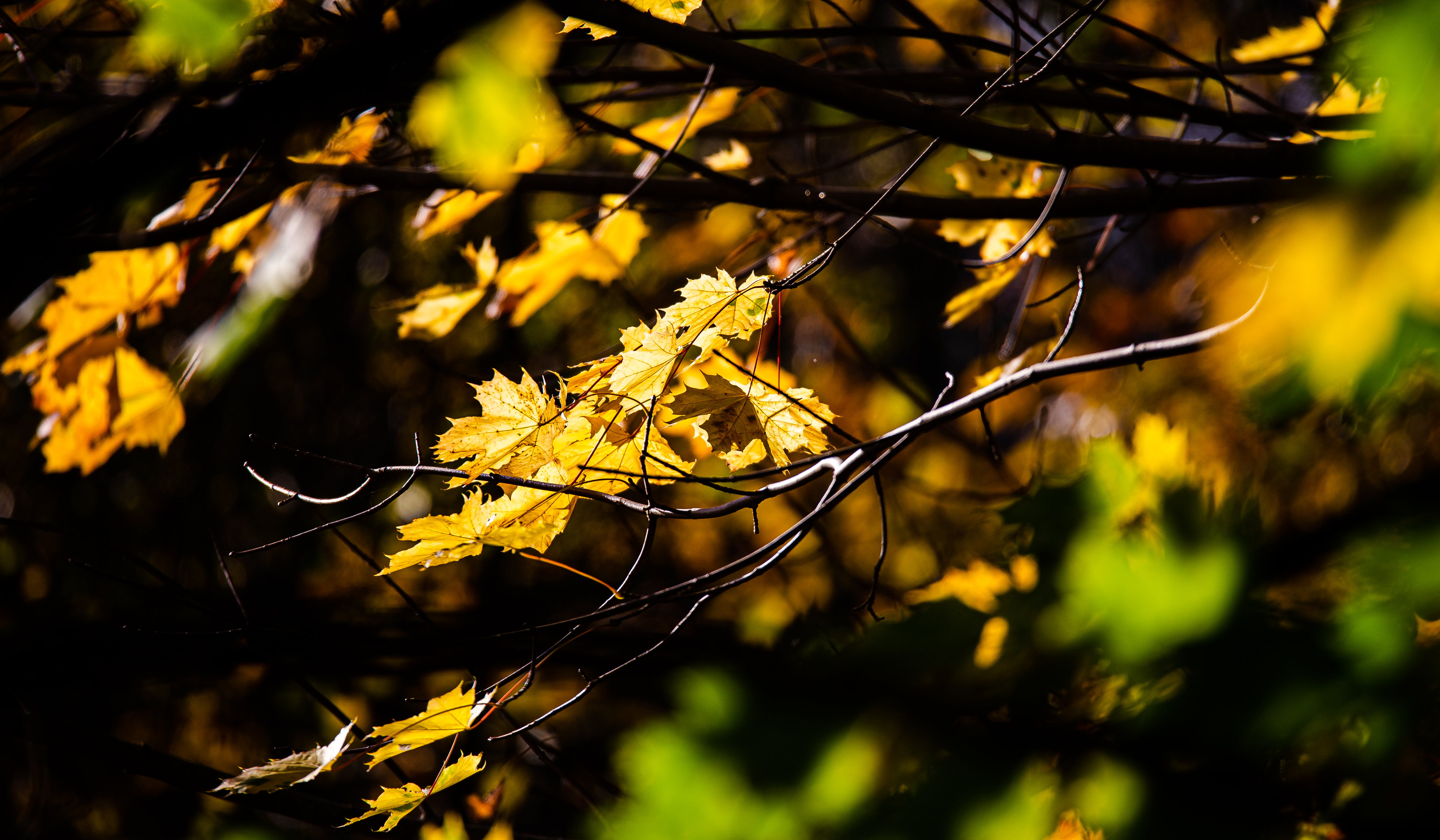
Kvist med höstgula lönnlöv.

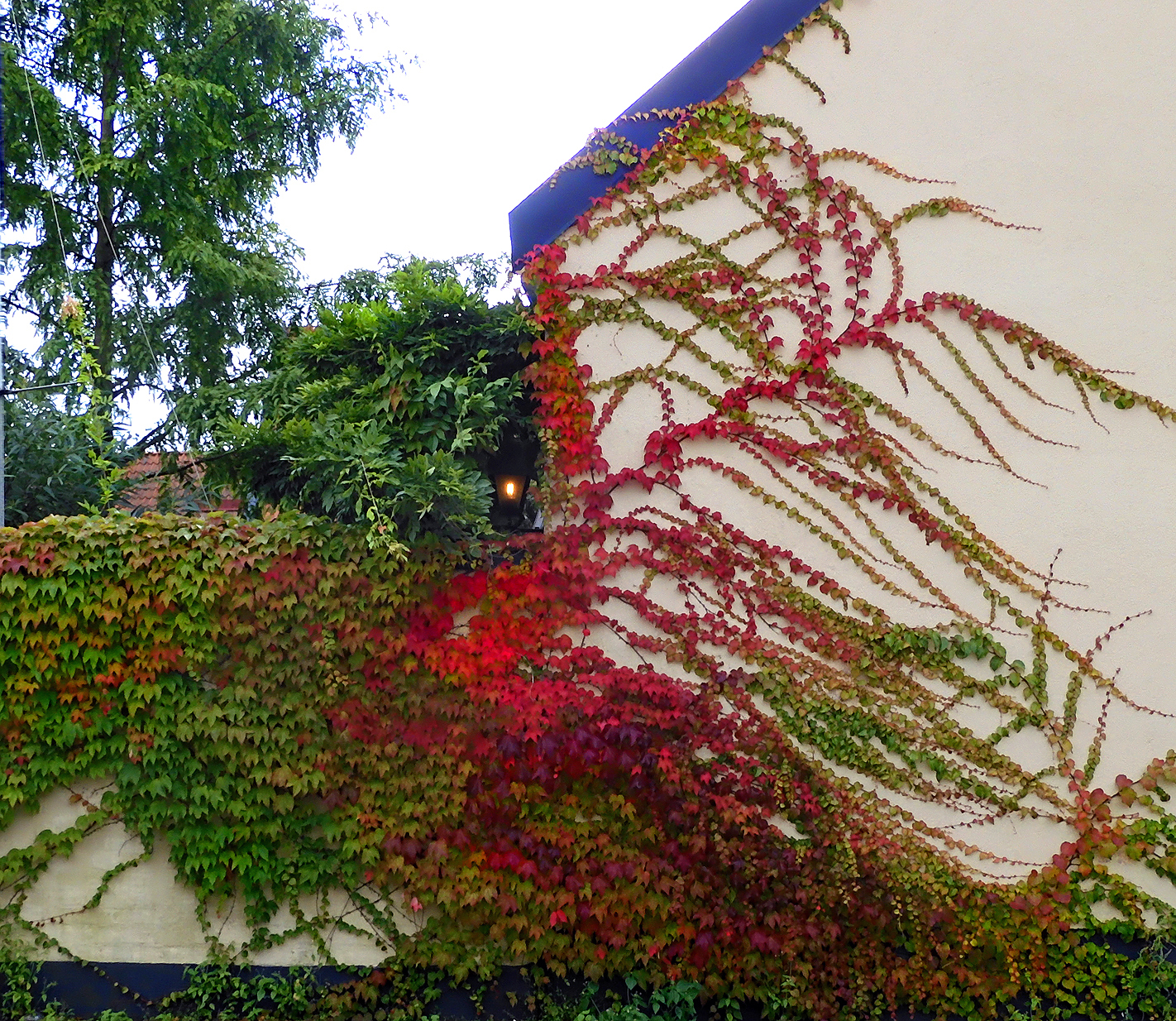
Höstfärger i Ystad 15 september 2021.

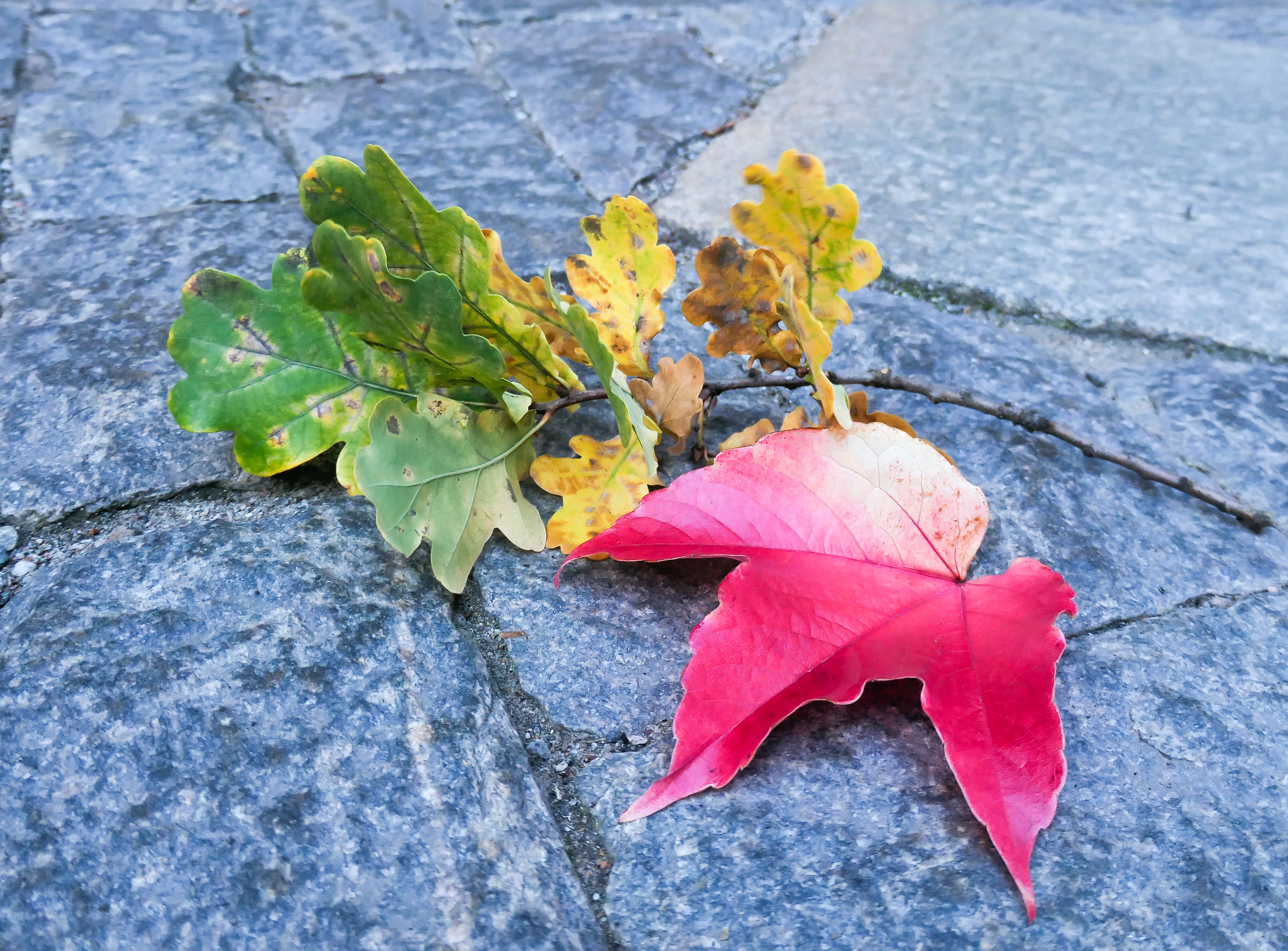
Höstlöv från ek och rådhusvin på Stockholms stadshus borgargård.

Höst är i det tempererade klimatet en av de fyra årstiderna, på norra halvklotet främst förknippad med månaderna september, oktober och november. På södra halvklotet förknippas hösten med månaderna mars, april och maj. I astronomisk bemärkelse börjar hösten med höstdagjämningen och slutar vid vintersolståndet.
Ordet "höst" betyder "skörd" och är besläktat med "hösta" och "inhösta", det vill säga samla eller hämta in. Hösten är alltså ursprungligen skördetiden, jämför engelskans harvest.

## Vädret
Meteorologiskt består hösten av fyra instanser. Först börjar solens uppvärmning att minska, eftersom solen hamnar allt lägre på himlen. Av detta följer att det blir stora temperaturskillnader mellan norr och söder. Temperaturskillnaderna leder till att det blir fler och kraftigare lågtryck med tillhörande nederbördsområden (antingen regn, snö eller blandning). Slutligen tränger den kalla luften från norr sig söderut. Vissa år vänder det varma vädret tillbaka en stund – i Sverige omkring den 7 oktober – vilket brukar kallas brittsommar, eftersom den 7 oktober är Birgittadagen. Om det varma vädret kommer efter den första frosten kallas det indiansommar.
Höstdimma eller strålningsdimma, som är vanligt i Skandinavien, beror på högtryck, och bildas under natten genom att luften vid marken kyls ner. Ju längre tid luften kyls under natten, desto längre tid varar dimman som skingras på morgonen när luften värms igen. Om dimman blir riktigt tjock förmår dock inte solen värma marken, och då kan dimman bli kvar under dagen. Det är under höst också vanligt med gråmulet väder trots högtryck.

## Höst i Sverige
SMHI definierar att den meteorologiska hösten infaller när dygnsmedeltemperaturen är sjunkande och i fem dygn i följd är lägre än 10 grader. Då infaller hösten den första av dessa dygn. Dessutom gäller att hösten inte kan börja före 1 augusti. Enligt en kalendarisk definition omfattas hösten av månaderna september, oktober och november.

## Höst och levande väsen
Om hösten går växter in i dormans, de börjar förbereda sig för vintervilan. Processen med att löven gulnar sätts igång genom att växterna börjar producera abskissinsyra. Klorofyllen försvinner därmed från växter som inte är städsegröna, varigenom de gula nyanser som blad och löv alltid har blottläggs. Lövens gulnande hänger samman med att växterna gör sig redo för vintervila och då behöver de energin som klorofyllen förbrukar under sommaren. b-karoten och flavonoler (quercetin) står för den gula färgen, och mängden varierar bland olika växter. Blad och löv blir röda av att växten tillverkar antocyaniner under hösten. Olika växter får därför företrädesvis antingen gula eller röda höstfärger. Nyansen påverkas också av vädret, speciellt på aspar vilka kan få båda färgerna; ju mildare och regnigare höst desto gulare löv, och ju torrare och kallare desto rödare. Löven och bladen fälls genom att bladfästet förkorkas. Förkorkningen fördröjs av goda ljusförhållanden, varför träd som står nära en ljuskälla behåller löven längre än träd som står mörkt.

## Människan och hösten
Människan härstammar från den tropiska delen av Afrika (se vidare människans utveckling). Vid vandring norrut var folk tvungna att börja använda eld och kläder för att hålla värmen. Under hösten är det ofta fuktigt även utan nederbörd, så man har nytta av paraply och regnkläder som regnrockar och galonbyxor. Särskilt barn kläs ofta redan under hösten i vinterkläder som varma jackor, overaller, mössor och så vidare. 

### Trafik
Redan innan vinterns snö har kommit, kan det förekomma halka på grund av nattfrost. I Sverige är det numera lag på att ha vinterdäck från mitten av november. Järnväg och spårväg kan drabbas av lövhalka.

### Kultur
I skönlitteraturen kan hösten symbolisera något som är på avtagande eller döende, såsom ålderdomen. Även i andra sammanhang kan man säga att någon är "på sin ålders höst" om personen är gammal.

### Andra wikier
- Wiktionary har ett uppslag om höst.
- Wikimedia Commons har media som rör Höst.